# محكور
قرية محكور وهي قرية تتبع مدينة الدبس وتقع في محافظة كركوك شمال العراق.